# Домініка Леоні
Яна Вильгельмова (англ. Jana Wilhelmova, нар. 28 лютого 1980), відома як Домініка Леоні (англ. Dominica Leoni) — чеська порноакторка. 
Знялася в понад 250 порнофільмах з 1999 по 2007 рік. За даними на 2013 рік знялася в 301 порнофільмі.

## Нагороди та номінації
- 2002 номінація на AVN Award — Best Group Sex Scene — Film — Bad Habits (з Дейлом Дабоуном і Джо Реєм)[7],
- 2005 номінація на AVN Award — Best Sex Scene Coupling — Film — Emotions (з Тайсем Буне)[8],

## Вибрана фільмографія
- Cumstains 7[9],
- Bludreams[10],
- Jack's Playground 8[11],
- Juicy[12],
- Pros[13].